# Sala landskommun
Sala landskommun var en tidigare kommun i Västmanlands län.

## Administrativ historik
Kommunen inrättades i Sala socken i Övertjurbo härad i Västmanland när 1862 års kommunalförordningar trädde i kraft den 1 januari 1863.
Vid den landsomfattande kommunreformen 1952 gick den upp i Sala stad.
Sedan 1971 tillhör området Sala kommun.

## Politik

### Mandatfördelning i Sala landskommun 1938-1946
| 8 | 7 | 3 | 2 |

| 20 |

| 7 | 13 |

| 20 |

| 7 | 13 |

| 20 |